# Louis d'Estaing
Pour les autres membres de la famille, voir Famille d'Estaing.
Louis d'Estaing (né vers 1601 et mort le 15 mars 1664) est un prélat français, évêque de Clermont de 1650 à 1664.

## Biographie
Sixième fils de Jean d'Estaing († 1621) et de Gilberte de la Rochefoucauld († 1623), il effectue ses études au collège des Jésuites de Lyon vers 1617-1618 puis au collège de Clermont à Paris 1622-1624.
Il obtient une licence en théologie à Cahors. Tonsuré en juin 1612,sous-diacre en 1619 et ordonné vers 1635.
En 1616, il est reçu chanoine-comte, au sein du chapitre de Saint-Jean de Lyon, succédant à son frère. Il devient abbé commendataire de Notre-Dame de Bellaigue et aumônier de la reine Anne d'Autriche, il est désigné comme successeur de son frère Joachim d'Estaing à l'évêché de Clermont en février 1651 confirmé en juin, il est consacré en août par Pierre de Broc, évêque d'Auxerre. Il meurt dans son Hôtel de Clermont et il est inhumé dans la chapelle du séminaire qu'il avait fondé, en 1656.